# Tom Harmon
Tom Harmon (Rensselaer, 28 september 1919 – Los Angeles, 15 maart 1990) was een Amerikaans American football-Running back. Hij speelde van 1938 tot 1940 College football voor de Universiteit van Michigan, waar hij in 1940 de Heisman Trophy won. Harmon vocht in de Tweede Wereldoorlog en speelde na zijn terugkomst nog twee seizoenen in de NFL voor de Los Angeles Rams.

## Universitaire carrière
Harmon was in al zijn drie seizoenen een vaste speler in de basis. In 1938 behaalde hij 405 rushing yards en haalde hij een gemiddelde van vijf yards per poging, ook gooide hij 45 passes waarvan er 21 aankwamen, dit was goed voor 310 yards en maar een interceptie. Het team behaalde een 6–1–1 record.
Als een junior in 1939, speelde Harmon in zeven van de acht wedstrijden. De Wolverines eindigden met een 6–2 record. Harmon had in 1939, 868 rushing yards uit 129 pogingen in acht wedstrijden, een gemiddelde van 6.7 yards per poging. Zijn gemiddelde van 108.5 yards per wedstrijd was het beste in de NCAA gedurende het 1939 seizoen, hij behaalde meer dan 20 yards dan elke andere speler. Ook leidde Harmon het land in scoren met 102 punten en 14 touchdowns, 15 extra punten en een field goal. Harmon eindigde als tweede achter Nile Kinnick in de Heisman. Wel werd Harmon verkozen tot first team All-American.
Als een senior in 1940, speelde Harmon in alle acht wedstrijden voor Michigan. Het 1940 Michigan team behaalde een 7–1 record, ze verloren in de nationale kampioenswedstrijd van Minnesota met een punt verschil, Michigan eindigde dat seizoen als #3 in de AP ranking. Harmon behaalde dat seizoen 844 rushing yards in 186 pogingen, een gemiddelde van 4.5 yards per poging en 105.5 yards per wedstrijd. voor het tweede achtereenvolgende jaar leidde hij het land in scoren met 117 punten en 16 touchdowns, 18 extra punten en een field goal. De Associated Press noemde Harmon simpelweg een "een-mans show".
Harmon won in het seizoen de volgende prijzen: de Maxwell Award als "het land's beste speler van 1940. De Heisman Trophy als het land's meest uitstekende college football speler, Harmon kreeg een record aantal stemmen, namelijk 1,303. Ook werd Harmon door verschillende kranten benoemd tot first team All-American.

## Militaire dienst
Na zijn universitaire carrière schreef Harmon zich in bij het leger. Harmon werd uitgezonden naar Afrika en China, hij werkte als piloot in het leger. In april 1943 stortte het vliegtuig waar Harmon in zat neer, Harmon overleefde de crash als enige en liep dagenlang rond in de jungle. Uiteindelijk kwam hij bewoners van een stam tegen die hem vervoerden naar een legerbasis in de Antillen. Harmon kreeg na zijn dienst een Purple Heart en Silver Star voor zijn acties. Harmon werd eervol ontslagen op 13 augustus 1945.

## Professionele carrière
In augustus 1945, na zijn periode in het leger, speelde Harmon een wedstrijd tegen de regerend NFL kampioen (de Green Bay Packers) met een team van oud College football sterren. Het team verloor met een score van 19 tegen 7, Harmon was de enige speler die wat spanning bracht in de wedstrijd na een 76-yard kickoff return waardoor de college all-stars' hun enige touchdown zouden scoren.
Harmon tekende daarna een twee-jarig contract bij de Los Angeles Rams, deze periode was echter niet zo succesvol. Harmon kreeg te maken met veel blessures en speelde weinig. Harmon verscheen in 10 games wedstrijden voor de Rams during tijdens het 1946 NFL season, Harmon behaald 236 rushing yards in 47 pogingen, ook ving hij 10 passes die 199 yards opleverden. Harmon had een 84-yard run tegen de Chicago Bears op 14 oktober 1946, dat was de langste rush van het seizoen.
In zijn tweede jaar speelde Harmon in 12 wedstrijden voor de Rams, hij had 306 rushing yards in 60 pogingen, hij ving vijf passes die 89 yards opleverden. Nadat Harmon voor de 13e keer zijn neus brak, gaf hij toe te willen stoppen met football, een week later kondigde hij zijn pensioen aan.

## Latere leven
Na zijn football carrière was Harmon regelmatig te zien in reclame spotjes en als commentator voor football wedstrijden.

## Familie en overlijden
Harmon was getrouwd met actrice en model Elyse Knox, het stel had 3 kinderen. Kristin, die getrouwd was met muzikant Ricky Nelson. Kelly, een model die trouwde met autofabrikant John DeLorean. En zoon Mark die football speelde voor UCLA en later acteur werd. In 1986 werd Mark verkozen tot People's "Sexiest Man Alive". Mark Harmon is getrouwd met actrice Pam Dawber.
Tom Harmon overleed op 15 maart 1990 na een hartaanval.